# Stand by Me (丹下桜の曲)
「Stand by Me」（スタンド バイ ミー）は、丹下桜の7作目のシングルである。1998年11月27日、KONAMIより発売された。

## 概要
- 初回限定盤は、ポケットカード封入。

## 解説

### Stand by Me
- JFN（TOKYO FM）のラジオ番組「丹下・氷上のトラブルチョコレート」(1998–1999) のオープニングテーマ。
- 丹下桜みずからの作詞。Stand by Meが「私のそばにいて」「応援する」と訳せることから、「味方」という意味をこめて作詞した[1]。
- 丹下桜復帰直後の超!A&G+のラジオ番組「丹下桜のRADIO・A・La・Mode」初代 (2009–2010) エンディングテーマに、この曲の別バージョンが使われた。成田旬編曲、新録ボーカル。番組のエンディングを意識したゆったりしたアレンジであるが、番組自体は思ったようなゆったりした雰囲気にはならなかった[2]。オープニングテーマ曲「You Are My Destiny」とともにセルフカバーアルバム『Musees de Sakura』に収録。
- ミニアルバム『Alice』、ベストアルバム『SAKURA』にも収録。
- アルバム『SAKURA TANGE INSTRUMENTAL TRACKS』にインストバージョンが収録されている。

### Silent Song -Holy mix-
- アルバム『New Frontier』収録曲「Silent Song」をシングルカットしてリミックスしたもの。原曲がベストアルバム『SPUR』にも収録されている。

## 収録曲
1. Stand by Me
  - 作詞：丹下桜、作曲：坂下正俊、編曲：水島康貴
  - ラジオ『丹下・氷上のトラブルチョコレート』オープニングテーマ
2. Silent Song-Holy mix-
  - 作詞：丹下桜、作曲：宮島律子、編曲：重実徹
3. Stand by Me (karaoke)
4. Silent Song -Holy mix- (karaoke)